# Zaraenla
Zaraenla é a principal cidade dos Nefitas como registrado no Livro de Mórmon - parte dos registros oficiais de A Igreja de Jesus Cristo dos Santos dos Últimos Dias. Eles acreditam que o nome “Zaraenla” quer dizer “semente da compaixão”.
A cidade de Zaraenla e a área circunvizinha não eram originalmente dos Nefitas. Um homem Nefita chamado Mosias I achou a cidade já construída. O Livro de Mórmon explica como Mosias chegou a esta terra e mais tarde foi nomeado rei:
“... Eis que vos direi algo sobre Mosias, que foi proclamado rei da terra de Zaraenla; pois eis que, tendo ele sido avisado pelo Senhor de que deveria fugir da terra de Néfi para o deserto, levando consigo todos os que quisessem ouvir a voz do Senhor – Aconteceu que ele fez como o Senhor lhe havia ordenado. E todos os que deram ouvidos à voz do Senhor partiram da terra para o deserto; e foram guiados por muitas prédicas e profecias. E foram continuamente admoestados pela palavra de Deus; e foram conduzidos pelo poder de seu braço através do deserto até descerem à terra que é chamada terra de Zaraenla. E eles descobriram um povo que era chamado povo de Zaraenla. E o povo de Zaranela regozijou-se grandemente; e também Zaraenla se regozijou grandemente, porque o Senhor enviara o povo de Mosias com as placas de latão que continham os registros dos judeus”. (Ômni 1:12 – 14)
O povo de Zaraenla tinha vindo da terra de Jerusalém sob a liderança de Muleque, único filho vivo do rei Zedequias. O povo de Zaraenla são frequentemente chamados de Mulequitas. Os Nefitas ensinaram aos Mulequitas sua língua e uniram-se em um só povo, designando Mosias para ser seu rei.
Zaraenla era a capital da nação Nefita e um saudável centro de governo, religião e cultura. Um autor Santos dos Últimos Dias colocou desta maneira:
“Zaraenla, uma cidade fundada pelos Mulequitas, transformou-se para os Nefitas o que a cidade de Lago Salgado é hoje para os Santos dos Últimos Dias (Garth A. Wilson. “Os Mulequitas”, Ensign, Março de 1987, P.60)”.
Embora estivesse no coração do mundo Nefita, Zaraenla não era sempre uma cidade correta. Muitos dos livros dos profetas Mórmon existem relatos de castigos a algumas pessoas de Zaraenla.
Quando Jesus Cristo foi crucificado, os terremotos e as tempestades agitaram as Américas. Durante este tempo, Zaraenla incendiou-se e foi destruída. Mais tarde foi reconstruída e transformou-se em uma grande cidade. Essa cidade existiu por aproximadamente 500 anos. O que aconteceu eventualmente com a cidade e seus habitantes não é mencionado no Livro de Mormon. A posição exata da cidade de Zaraenla também não é conhecida, e a Liderança dos Santos dos Últimos Dias não dá nenhuma indicação oficial sobre onde ela possa estar embora muitos membros especulem sobre onde ela pode ficar.